# Алекса Комарніцкі
Алекса Комарніцкі (англ. Alexa Komarnycky, 5 жовтня 1989) — канадська плавчиня.
Учасниця Олімпійських Ігор 2008, 2012 років.